# Ibo (zanger)
Ibo, geboren als Ibrahim Bekirović (Skopje, 22 juli 1961 – Sankt Pankraz, 18 november 2000) was een Duitse schlagerzanger van Joegoslavische afkomst.

## Carrière
Bekirović was sinds het einde van de jaren 1970 volledig als muzikant werkzaam. In 1983 nam hij zijn eerste plaat Verlang ich zuviel op met middelmatig succes. Hij gebruikte als artiestennaam slechts zijn afgekorte voornaam Ibo. In 1985 had hij zijn eerste grote hit met Ibiza, waarmee hij in talrijke muziekprogramma's te gast was. Er volgden verdere schlagers, zodat hij spoedig tot de populairste schlagersterren van de jaren 1990 behoorde. 
In 1996 nam hij deel aan de voorronden van het Eurovisiesongfestival. Met het nummer Der liebe Gott ist ganz begeistert scoorde hij een 5e plaats. Zijn songwriters Mick Hannes en Walter Gerke kwamen van de groep Franz K.. In zijn liveband speelden onder andere Alex Schwers van de punkband Hass en Gregor Kerkmann van de band Kreidler.

## Privéleven en overlijden
Op 18 november 2000 overleed Ibo op 39-jarige leeftijd aan de gevolgen van een verkeersongeluk, waaraan hij niet schuldig was, tijdens zijn terugrit na een optreden in Oostenrijk, toen zijn auto werd geramd door een vrachtwagen. Hij was getrouwd en had tweelingdochters (geb. 1991). Hij woonde tot aan zijn dood in Gladbeck, waar hij ook werd bijgezet.

## Discografie

### Singles
- 1982: Bungalow Auf Ibiza
- 1983: Verlang' ich zuviel
- 1984: Was macht schon die eine Nacht
- 1985: Ibiza
- 1986: Süßes Blut
- 1986: Ibiza Teil 2 (wenn du mich brauchst)
- 1986: Sowieso
- 1987: Bungalow in Santa Nirgendwo
- 1987: Das schaffst du nicht
- 1988: Das könnte dir so passen!
- 1988: Du oder keine
- 1989: Ich wünsche dir schlaflose Nächte
- 1989: Niemals
- 1989: An deiner Stelle nähm' ich mich
- 1990: An der bayrischen Küste (Königlich-Bayrischer-Maxi-Mix)
- 1990: Zieh' die Schuhe aus
- 1992: Ich wette 1 Million
- 1992: Spieglein, Spieglein an der Wand
- 1993: Kopf oder Zahl
- 1994: Mit offenen Karten
- 1994: Nimm den ersten Flieger
- 1994: Hass’ mich oder vernasch’ mich
- 1994: Alles oder nichts
- 1995: Nimm mich, wie ich bin
- 1995: Ich brauch' dich in der Wirklichkeit (Ibiza III)
- 1996: Jetzt oder nie
- 1996: Der liebe Gott ist ganz begeistert
- 1996: Rauch in deinen Augen
- 1996: Ibo's Paella-Mega-Mix
- 1997: Das kann ich auch
- 1998: Alter Schwede
- 1998: Ein Himmelbett im Internet
- 1998: Ein neues Jahr mit dir
- 1999: Sieben Wunder
- 1999: Playboy
- 1999: Süßes Blut – Remix ’99
- 1999: Blau & weiß
- 2000: Schwarze Rose
- 2000: Hello
- 2000: Ratzfatz nach Mallorca
- 2000: Ich zuerst
- 2001: Tierisch drauf
- 2001: In-Memorian-Mallorca-Hit-Mix
- 2003: Spieglein, Spieglein RMX
- 2003: Ibiza RMX
- 2003: Süßes Blut RMX
- 2013: Bungalow in Santa Nirgendwo (met Olaf Henning)
- 2013: Ibiza (met Olaf Henning)

### Studioalbums
- 1986: Ibiza
- 1989: Schlaflose Nächte
- 1990: Sowieso
- 1993: Mit offenen Karten
- 1994: 1 Uhr nachts
- 1996: Alles oder nichts
- 1998: Volles Programm
- 2000: Ich zuerst

### Remixalbums
- 1997: Ibo's Hitmix
- 2003: 100 °C RMX Album

### Videoalbums
- 2004: Ibo

### Compilaties
- 1987: Ibo
- 1989: Bungalow in Santa Nirgendwo
- 1990: Baby Blue
- 1993:	Alles…und noch mehr
- 1996: Jede Menge Liebe
- 1996: Star Collection
- 1996: Nimm mich, wie ich bin
- 1997: Nimm mich, wie ich bin – Folge 2
- 1997: Premium Gold Collection
- 1998: Das Beste
- 1998: Ibo’s Hitbox
- 1999: Karaoke
- 1999: Meine Besten
- 1999: Jetzt oder nie
- 2000: 1983-1993
- 2000: Schlagerparty mit Ibo
- 2000: Du oder keine
- 2000: Ganz persönlich
- 2000: Schlagerparty mit Ibo 2
- 2001: Best of
- 2001: Meisterstücke
- 2002: Meine Königin
- 2004: Seine stärkste Zeit – Fan Edition
- 2007: Große Erfolge
- 2007: Ibiza
- 2009: Ibo Collection
- 2010: Schwarze Rose
- 2013:	Jetzt oder nie
- 2013: Ibiza die Originale – 50 große Erfolge
- 2015: My Star

### Muziekvideo's
- 2013: Bungalow in Santa Nirgendwo, regisseur Franz Leibinger
- 2013: Ibiza, regisseur Franz Leibinger

### Composities/producties
- 1989: Alles auf Rot (Ibo, co-componist)
- 1998: Blau und weiß (Ibo, co-componist)
- 1989: Ich hab's nicht so gemeint (Ibo, componist)
- 1994: Meine Königin (Ibo, co-componist)
- 1989: My Black Lady (Caesar, co-componist)
- 2013: Schwarze Rose (Olaf Henning & Ibo, co-componist)
- 1996: Nächtelang im Größenwahn (Ibo, co-componist)
- 1996: Sieben Jahre (Ibo, co-componist)

- Gemeinsame Normdatei: 142094285
- International Standard Name Identifier: 0000 0001 2034 0078
- Library of Congress Control Number: no2011087378
- MusicBrainz: 91240b3a-856a-4db1-b1a6-a65b1186e87a
- Virtual International Authority File: 132118874
- WorldCat: E39PBJhMjmJHQkd7CtdwCxgFrq